# Snöbukig smaragd
Snöbukig smaragd (Saucerottia edward) är en fågel i familjen kolibrier. Den förekommer i öppen skog i Centralamerika. Beståndet anses avara livskraftigt.

## Utseende
Snöbukig smaragd är en medelstor kolibri. Den är genomgående skimrande i grönt, med tydligt avgränsad vit buk. Vingarna är brunare och övergumpen är kopparfärgad. Könen är lika.

## Utbredning och systematik
Arten förekommer i Centralamerika, i sydvästligaste Costa Rica och Panama. Den delas in i fyra underarter med följande utbredning:
- Saucerottia edward niveoventer – sydvästligaste Costa Rica och västra Panama samt ön Coiba
- Saucerottia edward edward – torra tropiska Panama (från Panamakanalzonen till västra Darién)
- Saucerottia edward collata – centrala Panama
- Saucerottia edward margaritarum – på öarna Urabá, Taboga, Taboguilla och Pärlöarna samt från östra Panama till sydvästra Darién

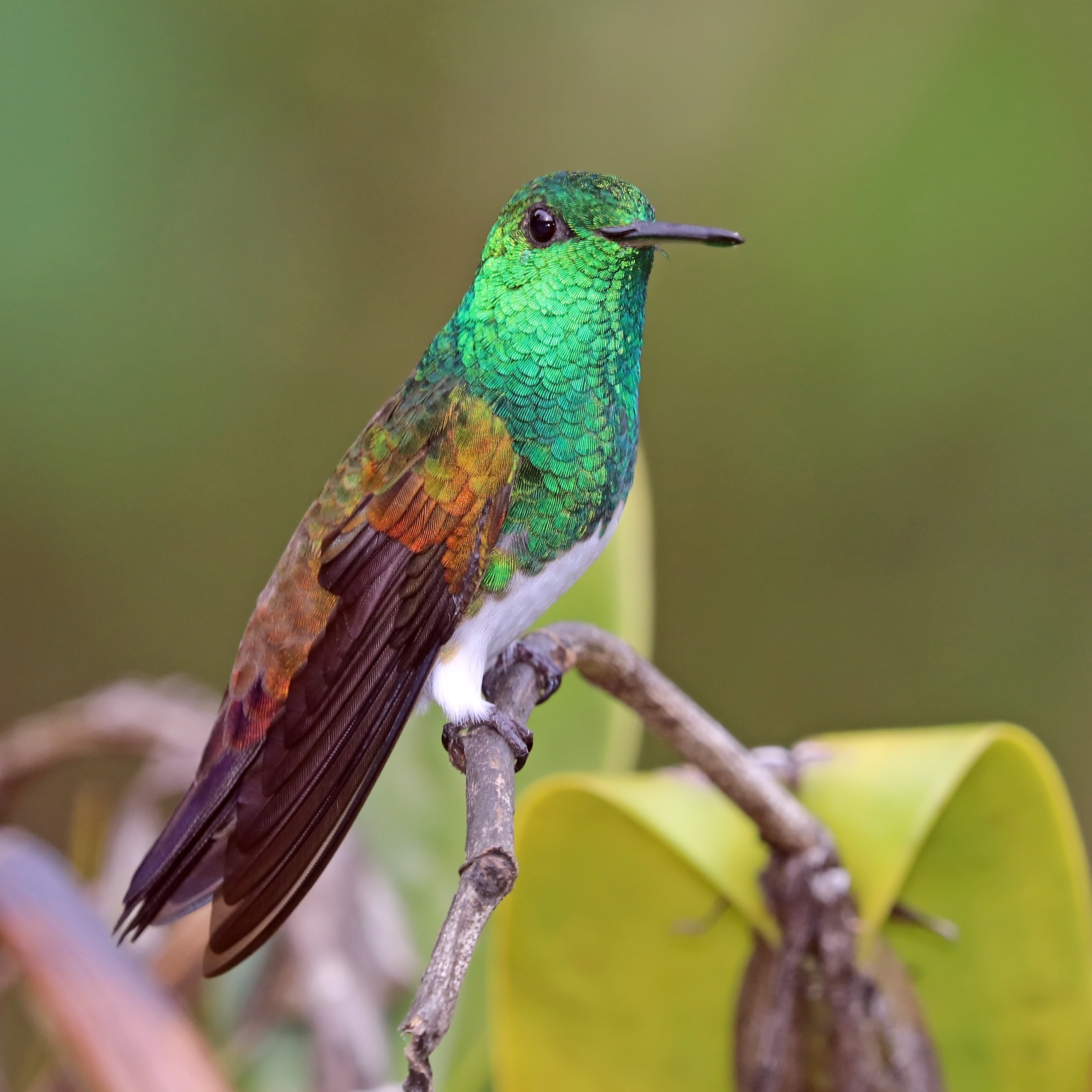
Snöbukig smaragd av underarten niveoventer.

### Släktestillhörighet
Arten placeras traditionellt i släktet Amazilia, men genetiska studier visar att arterna i släktet inte står varandra närmast. Den har därför flyttats till släktet Saucerottia.

## Levnadssätt
Snöbukig smaragd hittas kring kanter av öppen skog och i ungskog. Den ses ofta enstaka.

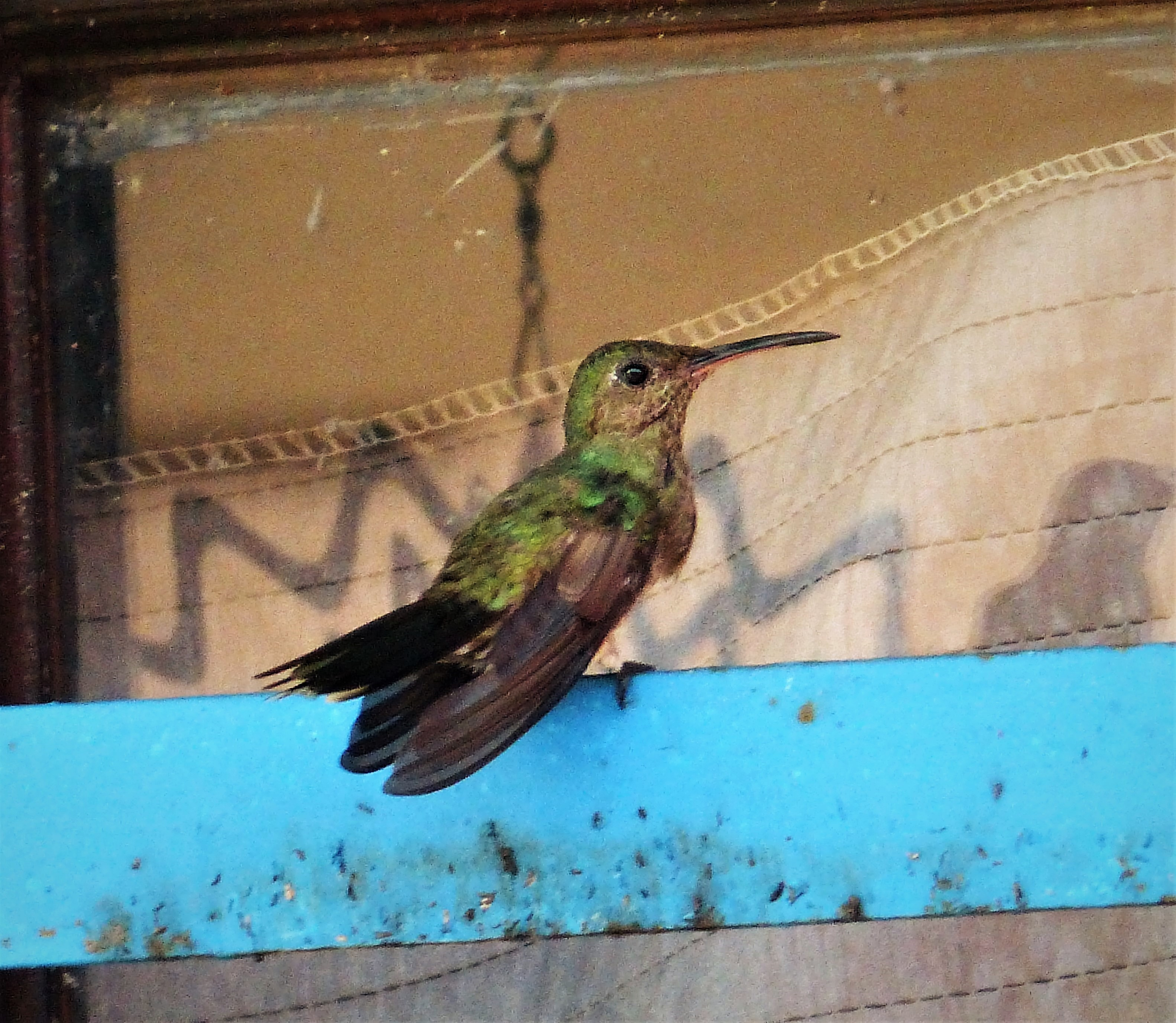
Hona.

## Status
Arten har ett stort utbredningsområde och beståndet anses stabilt. Internationella naturvårdsunionen IUCN listar den därför som livskraftig (LC). Beståndet uppskattas till i storleksordningen 50 000 till en halv miljon vuxna individer.

## Namn
Fågelns vetenskapliga artnamn hedrar Edward Wilson (1808-1888), brittisk naturforskare och kolibrikännare.